# JFS2
Pour les articles homonymes, voir JFS (homonymie).
JFS2 (pour Journaled File System 2) est un système de fichiers journalisé mis au point par IBM et disponible sous licence GPL.
Depuis AIX version 5.1, JFS2 est proposé en plus de JFS comme système de fichiers.
Ses avantages et améliorations depuis JFS
- Allocation dynamique des inodes
- Réduction à chaud de la taille des systèmes de fichiers
- Nouvelle implémentation des quotas
- Attributs étendus (EAV2 support)
- Supporte ACL
- Inline logging